# Tami Reiker
Tami Anne Reiker (* 29. Dezember 1964) ist eine US-amerikanische Kamerafrau.

## Leben und Wirken
Tami Reiker wollte ursprünglich Fotografin werden, entdeckte aber beim Studium an der Tisch School of the Arts in New York City die Filmerei. Seit Ende der 1980er Jahre ist sie als Kameraassistentin, seit 1998 als Chefkamerafrau tätig und war bislang an mehr als 25 Film- und Fernsehproduktionen beteiligt.
Für die Pilotfolge Milfay der Serie Carnivàle wurde sie mit dem ASC-Award geehrt.

## Filmografie (Auswahl)
- 1998: High Art
- 1998: Cool Girl (Girl)
- 1999: Der Liebesbrief (The Love Letter)
- 2000: Eine Liebe in Brooklyn (Disappearing Acts)
- 2003: Pieces of April – Ein Tag mit April Burns (Pieces of April)
- 2003: Carnivàle (Fernsehserie, Pilotfolge)
- 2007: Mr. Woodcock
- 2011: Five
- 2014: Beyond the Lights
- 2018: Marvel’s Cloak & Dagger (Fernsehserie, Folge 1x01)
- 2020: The Old Guard
- 2020: One Night in Miami
- 2022: Surface (Fernsehserie, 2 Folgen)